# Torben Piechnik
Torben Piechnik (Hellerup, 21 mei 1963) is een voormalig betaald voetballer uit Denemarken, die als centrale verdediger speelde. Hij beëindigde zijn actieve loopbaan in 2001 bij Aarhus GF. Met die club won hij in 1996 de Deense beker. Piechnik verdedigde tevens de kleuren van Liverpool, maar wist in Engeland nimmer uit te groeien tot een vaste waarde.

## Interlandcarrière
Piechnik kwam in totaal vijftien keer uit voor de nationale ploeg van Denemarken in de periode 1991–1996. Onder leiding van bondscoach Richard Møller Nielsen maakte hij zijn debuut op 13 november 1991 in de EK-kwalificatiewedstrijd tegen Noord-Ierland (2–1) in Odense. Een jaar later maakte hij deel uit van de Deense selectie die de Europese titel won in Zweden. Vier jaar later was hij eveneens van de partij bij het Europees kampioenschap in Engeland.

## Erelijst
FC Kopenhagen
- SAS Ligaen

1993
 Aarhus GF
- Deense beker

1996
 Denemarken
- Europees kampioenschap

1992